# Alena Savostikova
Alena Savostikova, née le 7 janvier 1991 à Kaliningrad, est une actrice et mannequin russe.

## Biographie
Alena Savostikova réside à Los Angeles en Californie.

## Filmographie
- 2011 : American Badass: Bernie's Back! (court métrage) : Karen
- 2011 : Bloody Mary 3D : Elle Bree
- 2011 : Ripped Like Jesus (court métrage) : Disciple 12
- 2012 : Sand Sharks : une participante au concours de T-Shirt mouillé
- 2012 : The Babymakers : la fermière #2
- 2012 : Steel Battalion: Heavy Armor (jeu vidéo) (voix)
- 2012 : The Mindy Project (série télévisée) : la fille Serbe
- 2012 : A Glimpse Inside the Mind of Charles Swan III : la serveuse
- 2014 : The Mummy Resurrected : Daw
- 2014 : Mixology (série télévisée) : la mannequin russe
- 2014 : Halloween Judge (court métrage) : princesse Aladdin
- 2015 : Torche: Annihilation Affair (court métrage) : Eve
- 2014-2015 : Rizzoli & Isles (série télévisée) : Violet (2 épisodes)
- 2015 : Cats Dancing on Jupiter : Katya
- 2015 : Bikini Inception : Bella Hadid
- 2015 : Ratpocalypse : la reportère
- 2015 : Grandfathered (série télévisée) : Adriana
- 2016 : Guys Reading Poems : spectatrice
- 2016 : The Great Guys : Rose
- 2016 : This Is Us (série télévisée) : la modèle #1
- 2016 : Reality Queen! : Vanity
- 2017 : Cool Hair (court métrage) : Summer
- 2017 : Good Game (série télévisée) : Katya
- 2018 : Armed : Nadia
- 2018 : Finding WMD (série télévisée) : Olia
- 2018 : Adi Shankar's Gods and Secrets : Sasha
- 2019 : Blood Pageant : Lucie